# Tîhotîn, Rojîșce
Tîhotîn (în ucraineană Тихотин) este localitatea de reședință a comunei Tîhotîn din raionul Rojîșce, regiunea Volînia, Ucraina.

## Demografie
Componența lingvistică a localității Tîhotîn
     Ucraineană (98,71%)
     Rusă (1,29%)
Conform recensământului din 2001, majoritatea populației localității Tîhotîn era vorbitoare de ucraineană (98,71%), existând în minoritate și vorbitori de rusă (1,29%).